# Sören Mund
Sören Mund (* 13. April 1973) ist ein deutscher Musikproduzent.

## Leben
Bekannt wurde Mund insbesondere durch seine 2003 produzierte Oper Die Schweizer Familie. Die erstmals nach 100 Jahren wieder gezeigte Aufführung, produzierte er zusammen mit dem israelischen Dirigenten Uri Rom. 2004 produzierte er für das Label Guild Music die erste Werkseinspielung auf CD.
Anschließend co-produzierte er mit seiner Agentur den schweizerischen Spielfilm Schwarze Schafe, bei dem er als Produktionsleiter fungierte.
Im Mai 2006 zeichnete er für die Organisation des 72. Pen Kongress in Deutschland verantwortlich.
2011 gründete er zusammen mit Benjamin Erben, Sohn des deutschen Malers Ulrich Erben, die Corporate-Design-Agentur Iconic in Berlin, die er seitdem leitet.
Seit 2015 ist er als Lehrbeauftragter für Media and Communications an der BAU International Berlin-University of Applied Sciences tätig.
Sein Bruder ist der Geografie-Professor Jan-Peter Mund.